# Folkhälsan Solvalla idrottsinstitut
Folkhälsan Solvalla idrottsinstitut är en kursgård för idrottsledare i Noux i Esbo i Finland. Det grundades 1938 av den finlandssvenska idrottsrörelsen. Det ligger på östra stranden av Noux Långträsk.
Institutet ägs av Samfundet Folkhälsan i Svenska Finland.
Solvalla Stiftelse var ursprunglig ägare. År 1996 övergick kursgården i Svenska folkskolans vänners ägo, varefter den 1997 övertogs av bolaget Solvalla-Finns Ab och samordnades med Finns folkhögskola, med Solvalla stiftelse och Svenska folkskolans vänner som ägare. Sedan 2011 ägs Solvalla idrottsinstitut av Folkhälsan utbildning Ab, som också äger Norrvalla idrottsinstitut och Norrvalla folkhögskola i Vörå. 
Den första byggnaden, Lilla Solvalla, invigdes 1941 och nuvarande huvudbyggnad 1953. År 1982 togs en idrottshall för inomhusidrotter i bruk och 2001 en ny idrottsplan.
Solvalla idrottsinstitut ger grundutbildning och vidareutbildningskurser för idrottsledare och utbildning i äventyrs- och friluftspedagogik. Det erbjuder också läger och andra friluftsevenemang. 